# Andrzej Nardelli
Andrzej Nardelli (ur. 7 kwietnia 1947 w Mysłowicach, zm. 11 czerwca 1972 w Starym Orzechowie) – polski aktor i piosenkarz.

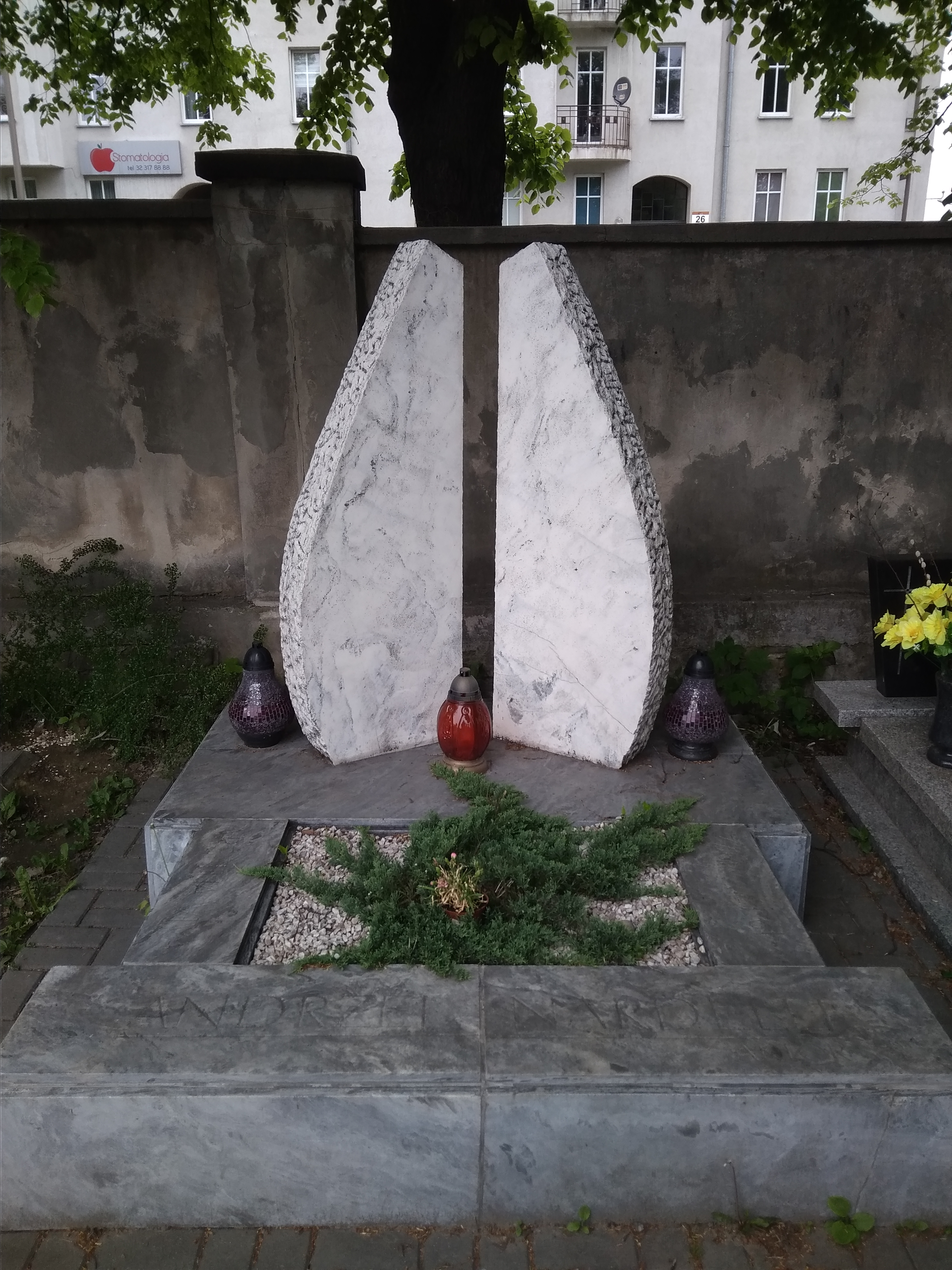
Grób Andrzeja Nardellego na Nowym Cmentarzu Parafialnym w Mysłowicach (sektor A8, rząd Z, nr grobu 12)

## Życiorys
Był trzecim spośród siedmiorga dzieci Waleriana Nardellego i Stefanii z domu Jasińskiej, nauczycieli w szkole średniej. Rodzina ojca aktora pochodziła z Włoch, natomiast matki – z Wielkopolski. Jego stryjem był Zdzisław Nardelli, reżyser radiowy, literat i poeta.
W latach 1960–1964 uczył się w mysłowickim Liceum Ogólnokształcącym nr I im. Tadeusza Kościuszki. W 1968 ukończył studia na Akademii Teatralnej w Warszawie na wydziale aktorskim. W 1970 dostał stały angaż do Teatru Narodowego w Warszawie, gdzie zadebiutował tytułową rolą w Kordianie Juliusza Słowackiego, w reżyserii Adama Hanuszkiewicza. Grał również w spektaklach takich jak m.in. Hamlet, Nie-Boska komedia, Opera za trzy grosze czy Śluby panieńskie.
Na przełomie 1970 i 1971 występował w Piwnicy Wandy Warskiej w Warszawie, gdzie śpiewał i nagrywał piosenki napisane przez Andrzeja Kurylewicza do tekstów Cypriana Kamila Norwida. Śpiewał razem z Magdą Umer w programach telewizyjnych, występował w spektaklach teatralnych Teatru Telewizji.
11 czerwca 1972 utonął w czasie kąpieli w Narwi. Jego grób znajduje się na cmentarzu w Mysłowicach.
Był homoseksualistą. Tuż przed śmiercią był w związku z Bogusławem Witem, poetą i ostatnim sekretarzem aktora, pisarza i polityka Jerzego Zawieyskiego.

## Upamiętnienie
Od 1999 roku przyznawana jest Nagroda im. Andrzeja Nardellego przez Sekcję Krytyków Teatralnych Związku Artystów Scen Polskich za najlepszy debiut aktorski na scenach polskich teatrów dramatycznych. W punkcie II regulaminu tej nagrody czytamy m.in.: Imię, które zostało nadane tej Nagrodzie wynika z pozycji, jaką Andrzej Nardelli osiągnął jako bardzo młody aktor. Jego wspaniałą karierę przerwała, niestety, przedwczesna śmierć. Andrzej Nardelli posiada należne mu miejsce w historii teatru polskiego.
W 1993 powstał wspomnieniowy film dokumentalny pt. Andrzej. Wspomnienie o Andrzeju Nardellim, zrealizowany w serii Legendy polskiego teatru w reżyserii Magdy Umer.

## Filmografia
- 1967: Raz, dwa, trzy...
- 1969: Szkice Warszawskie jako Julek (reż. Henryk Kluba)
- 1971: Nie lubię poniedziałku jako zakochany
- 1970: Przygody psa Cywila
- 1972: Szklana kula jako maturzysta Krzysztof (reż. Stanisław Różewicz)